# ジェイン・オースティン・センター
ジェイン・オースティン・センター（英: Jane Austen Centre）は、イギリス、バースのゲイ・ストリート40番に所在する、ジェイン・オースティンに関する資料館である。

## 概要
作家ジェイン・オースティンにとってバースへの訪問やバースでの生活は、彼女の人生と作品に大きな影響を与える経験となった。このセンターでは、そのオースティンのバース時代についての資料を常設展示している。
センターが入居している建物を含む区画（ゲイ・ストリート31番から40番）は現在、イングリッシュ・ヘリテッジにより第二級指定建築物に指定されている。

## 参照項目
- en:Chawton House
- en:Jane Austen's House Museum